# Trillando la Fina Tour
Es la octava gira que realizó la banda de heavy metal argentino Almafuerte. Comenzó el 22 de septiembre de 2012 y terminó el 15 de febrero de 2014. Se realizó para presentar su octavo y último álbum de estudio, titulado Trillando la fina. Su gira comenzó de manera no oficial en La Pampa, para luego seguir por otras partes del país, incluido el Malvinas Argentinas, donde tocaron en 5 ocasiones durante el transcurso de esta gira. La primera parte de esta gira, justamente, terminó en el Malvinas. Durante 2013 siguieron presentando este disco, hasta dar el salto definitivo en su carrera, tocando en el estadio de All Boys el 22 de junio, hecho que no sucedía desde el año 1991, cuando Rata Blanca tocó en el estadio de Vélez en la presentación de su tercer trabajo. En ese mismo año siguieron presentando este último álbum, hasta que terminaron esta gira y se enfocaron en su gira de despedida.

## Lanzamiento del disco y gira

### 2012
El 22 de septiembre sale el octavo y último álbum de estudio de la banda. Se titula Trillando la fina. Fue grabado entre junio y julio de 2011, al igual que su disco anterior, en los estudios Del Abasto al Pasto. Consta de 11 temas, y cuenta con la participación de Álvaro Villagra, quien toca el piano en el séptimo tema que se llama Mi credo. El tema Ciudad de Rosario es un claro homenaje hecho por la banda a esa ciudad tantas veces visitada por Ricardo Iorio. Su tema La llaga, en una nueva versión, un poco más pesada, fue presentada en el estadio Obras el 30 de diciembre de 2011, en la despedida de su álbum anterior. La canción Pa' Pelusa es una canción hecha a modo de agradecimiento a su amigo personal, que le salvó la vida después de que atravesara una terrible enfermedad. Ese mismo día, el tour comenzó en el Jockey Club de Santa Rosa. Una semana después, la banda regresó a GAP, y el 6 de octubre participan de la quinta edición del Metal para todos que se realizó en el Microestadio Malvinas Argentinas. El 13 de octubre tocaron en el Complejo Toma Vieja, y una semana después tocaron en Willie Dixon. 7 días después tocaron en el Club Ingeniero Huergo. El 3 de noviembre regresaron otra vez al Microestadio Malvinas Argentinas, y el 10 de noviembre tocaron en la Plaza de la Música. El 16 de noviembre regresan otra vez a Willie Dixon, y al día siguiente regresaron a Captain Blue XL. El 24 de noviembre tocaron en el Auditorio Ángel Bustelo, y el 1 de diciembre hicieron lo suyo en el Anexo Polideportivo. Una semana después regresaron al Microestadio Atenas de La Plata, ya con su octavo álbum en la ruta. El 15 de diciembre tocan en el Platense Patín Club de Montevideo, y el 29 de diciembre regresan al Microestadio Malvinas Argentinas, de donde sale su disco En Vivo Microestadio Malvinas Argentinas 29-12-12.

### 2013
Comienzan un nuevo año tocando en Space el 26 de enero. El 10 de febrero participan de la edición número 13 del Cosquín Rock. Una semana después regresaron al Club Unión Tornquist. El 9 de marzo tocaron en Pinar de Rocha, y el 15 de marzo regresaron a GAP. El 13 de abril participan de una nueva edición del Motoencuentro Laspiur. Vuelven al Willie Dixon con un doblete los días 19 y 20 de abril. El 11 de mayo, la banda regresó al Microestadio Atenas, y el 25 de mayo tocaron otra vez en Cptain Blue XL. El 22 de junio, la banda hace historia, ya de regreso a Buenos Aires. Dieron por primera vez un extraordinario concierto en su primer estadio de fútbol, algo histórico para una banda de metal argentino. El concierto se desarrolló en el estadio de All Boys. Este hecho histórico no sucedía desde el año 1991, más precisamente desde el día 28 de diciembre de ese año, cuando Rata Blanca debutó en el estadio de Vélez, punto de partida de la gira de presentación de Guerrero del arco iris. El concierto quedó registrado en un nuevo disco en vivo que consta de 27 temas, y se titula En vivo en All Boys. Por este estadio pasaron, entre otros, Rata Blanca, Los Piojos y muchos más. Tras este memorable concierto, la banda toca en el Polideportivo Municipal de Sierra Grande. El 24 de agosto tocaron en el Club Sportivo Floresta. Los días 21 y 28 de septiembre, la banda regresa otra vez al Microestadio Malvinas Argentinas, donde se grabó el 29 de diciembre de 2012 el disco mencionado más arriba. Los días 11 y 12 de octubre tocan otra vez en Willie Dixon. El 19 de octubre tocaron en el Predio Multieventos. Seis días después, la banda toca en Puerto Rock. El 1 de noviembre tocaron en Meet Dance Club. El 9 de noviembre tocaron en Quality Espacio. El 16 de noviembre regresaron a GAP, tocaron el 23 de noviembre nuevamente en La Plata, el 29 en Hugo Espectáculos y el 30 en el Auditorio Ángel Bustelo. Despiden el año tocando el 14 de diciembre en Uruguay, y el 28 de diciembre terminan oficialmente 2013 el 28 de diciembre en Mandarine Park, ya de regreso a la Argentina.

### 2014
La gira llega a su fin el 15 de febrero de ese año en el Club Unión Tornquist, ya que después se encaminaron en su gira de despedida.

## Conciertos
| Fecha                    | Ciudad                  | País      | Recinto                          |
| ------------------------ | ----------------------- | --------- | -------------------------------- |
| América del Sur          |                         |           |                                  |
| 22 de septiembre de 2012 | Santa Rosa              | Argentina | Jockey Club                      |
| 28 de septiembre de 2012 | Mar del Plata           | Argentina | GAP                              |
| 6 de octubre de 2012     | Buenos Aires            | Argentina | Microestadio Malvinas Argentinas |
| 13 de octubre de 2012    | Paraná                  | Argentina | Complejo Toma Vieja              |
| 20 de octubre de 2012    | Rosario                 | Argentina | Willie Dixon                     |
| 27 de octubre de 2012    | Comodoro Rivadavia      | Argentina | Club Ingeniero Huergo            |
| 3 de noviembre de 2012   | Buenos Aires            | Argentina | Microestadio Malvinas Argentinas |
| 10 de noviembre de 2012  | Córdoba                 | Argentina | Plaza de la Música               |
| 16 de noviembre de 2012  | Rosario                 | Argentina | Willie Dixon                     |
| 17 de noviembre de 2012  | Córdoba                 | Argentina | Captain Blue XL                  |
| 24 de noviembre de 2012  | Mendoza                 | Argentina | Auditorio Ángel Bustelo          |
| 1 de diciembre de 2012   | Veintiocho de Noviembre | Argentina | Anexo Polideportivo              |
| 8 de diciembre de 2012   | La Plata                | Argentina | Microestadio Atenas              |
| 15 de diciembre de 2012  | Montevideo              | Uruguay   | Platense Patín Club              |
| 29 de diciembre de 2012  | Buenos Aires            | Argentina | Microestadio Malvinas Argentinas |
| 26 de enero de 2013      | Quilmes                 | Argentina | Space                            |
| 10 de febrero de 2013    | Santa María de Punilla  | Argentina | Aeródromo Municipal              |
| 16 de febrero de 2013    | Tornquist               | Argentina | Club Unión Tornquist             |

- 22/09/2012 - Jockey Club, Santa Rosa
- 28/09/2012 - GAP, Mar del Plata
- 06/10/2012 - Microestadio Malvinas Argentinas, Buenos Aires
- 13/10/2012 - Complejo Toma Vieja, Paraná
- 20/10/2012 - Willie Dixon, Rosario
- 27/10/2012 - Club Ingeniero Huergo, Comodoro Rivadavia
- 03/11/2012 - Microestadio Malvinas Argentinas, Buenos Aires
- 10/11/2012 - Plaza de la Música, Córdoba
- 16/11/2012 - Willie Dixon, Rosario
- 17/11/2012 - Captain Blue XL, Córdoba
- 24/11/2012 - Auditorio Ángel Bustelo, Mendoza
- 01/12/2012 - Anexo Polideportivo, Veintiocho de Noviembre
- 08/12/2012 - Microestadio Atenas, La Plata
- 15/12/2012 - Platense Patín Club, Montevideo
- 29/12/2012 - Microestadio Malvinas Argentinas, Buenos Aires
- 26/01/2013 - Space, Quilmes
- 10/02/2013 - Aeródromo Municipal, Santa María de Punilla
- 16/02/2013 - Club Unión Tornquist, Buenos Aires
- 09/03/2013 - Pinar de Rocha, Ramos Mejía
- 15/03/2013 - GAP, Mar del Plata
- 13/04/2013 - Predio UDI, Saturnino M. Laspiur
- 19/04/2013 - Willie Dixon, Rosario
- 20/04/2013 - Willie Dixon, Rosario
- 11/05/2013 - Microestadio Atenas, La Plata
- 25/05/2013 - Captain Blue XL, Córdoba
- 22/06/2013 - Estadio All Boys, Buenos Aires
- 17/08/2013 - Polideportivo Municipal, Sierra Grande
- 24/08/2013 - Club Sportivo Floresta, Tucumán
- 21/09/2013 - Microestadio Malvinas Argentinas, Buenos Aires
- 28/09/2013 - Microestadio Malvinas Argentinas, Buenos Aires
- 11/10/2013 - Willie Dixon, Rosario
- 12/10/2013 - Willie Dixon, Rosario
- 19/10/2013 - Predio Multieventos, Concepción del Uruguay
- 25/10/2013 - Puerto Rock, Bariloche
- 01/11/2013 - Meet Dance Club, Cipolletti
- 09/11/2013 - Quality Espacio, Córdoba
- 16/11/2013 - GAP, Mar del Plata
- 23/11/2013 - Microestadio Atenas, La Plata
- 29/11/2013 - Hugo Espectáculos, San Juan
- 30/11/2013 - Auditorio Ángel Bustelo, Mendoza
- 14/12/2013 - Polo Prado, Montevideo
- 28/12/2013 - Mandarine Park, Buenos Aires
- 15/02/2014 - Club Unión Tornquist, Buenos Aires

## Formación durante la gira
- Ricardo Iorio - Voz
- Claudio Marciello - Guitarra
- Bin Valencia - Batería
- Beto Ceriotti - Bajo